# Ben Engelbertink
Bernardus (Ben) Albertus Antonius Engelbertink (Lemselo, 26 juli 1902 - Oldenzaal, 18 april 1971) was een Nederlands politicus voor de KVP, die van 1947 tot 1970 lid was van de Tweede Kamer der Staten-Generaal.
Engelbertink bezocht vanaf 1916 de R.K. Kweekschool voor onderwijzers "Sint Ludgerus" te Hilversum, waar hij naast een hoofdakte, een akte land- en tuinbouwkunde behaalde. Later behaalde hij nog een MO in staatsinrichting en economie. Engelbertink was vervolgens onderwijzer op verschillende lagere scholen alvorens in 1930 directeur te worden van de R.K. Lagere Landbouwschool in Oldenzaal. Hij doceerde daarnaast aan de R.K. Hogere School te Enschede en werd in 1947 namens de KVP gekozen tot lid van de Tweede Kamer.
In de Tweede Kamer hield hij zich vooral bezig met zaken rond de landbouw. Hij was een verklaard tegenstander van de grondpolitiek van minister Sicco Mansholt (PvdA). Hij was daarnaast als onderwijswoordvoerder namens zijn fractie betrokken bij de totstandkoming van de Mammoetwet. In de vroege jaren zestig behoorde hij bij de minderheid van de KVP-fractie die voorstander was van een geringe commercialisering van het omroepbestel. Naast zijn Kamerlidmaatschap was Engelbertink actief in tal van maatschappelijke bestuursfunctie, vooral in de landbouwsector. Ook steunde hij het actiecomité dat zich inzette voor de stichting van de Technische Hogeschool Twente (THT).
- Biografisch Portaal: 41905909
- International Standard Name Identifier: 0000 0003 9717 0331
- Nederlandse Thesaurus van Auteursnamen: 072227648
- Parlement.com: vg09ll0givy3
- Virtual International Authority File: 217794311
- WorldCat: E39PBJg8Jvvy8jRwDVCbp3X8G3